# Registrierungsstelle
Eine Registrierungsstelle (engl.: registration authority, kurz RA) ist eine Instanz innerhalb einer Sicherheitsinfrastruktur (PKI) und dient als Registrierungsbehörde für digitale Zertifikate.
Die Registrierungsstelle arbeitet eng mit der Zertifizierungsstelle (CA) zusammen und ist zuständig für das sichere Identifizieren und Registrieren des Zertifikatnehmers. Der validierte Antrag (Certificate Signing Request) wird an die Zertifizierungsstelle weitergeleitet, wobei die transportierten Daten gegen Manipulation abgesichert werden. Meist wird hierzu die Cryptographic Message Syntax (CMS) eingesetzt.
Bei Zertifikaten, die auf Personen ausgestellt werden, ist zum Beispiel die Prüfung eines amtlichen Dokuments mit Lichtbild möglich um sicherzugehen, dass das Zertifikat auch dieser Person zugeordnet werden kann. Bei Webserver-Zertifikaten kann zur Steigerung der Vertrauenswürdigkeit eine erweiterte Überprüfung vorgenommen werden.